# Lac Nakuru
Le lac Nakuru est un lac de soude situé au Kenya dans la vallée du Grand Rift. Le site est protégé par un parc national et est désigné comme site Ramsar en raison de l'intérêt de sa zone humide. 

## Description

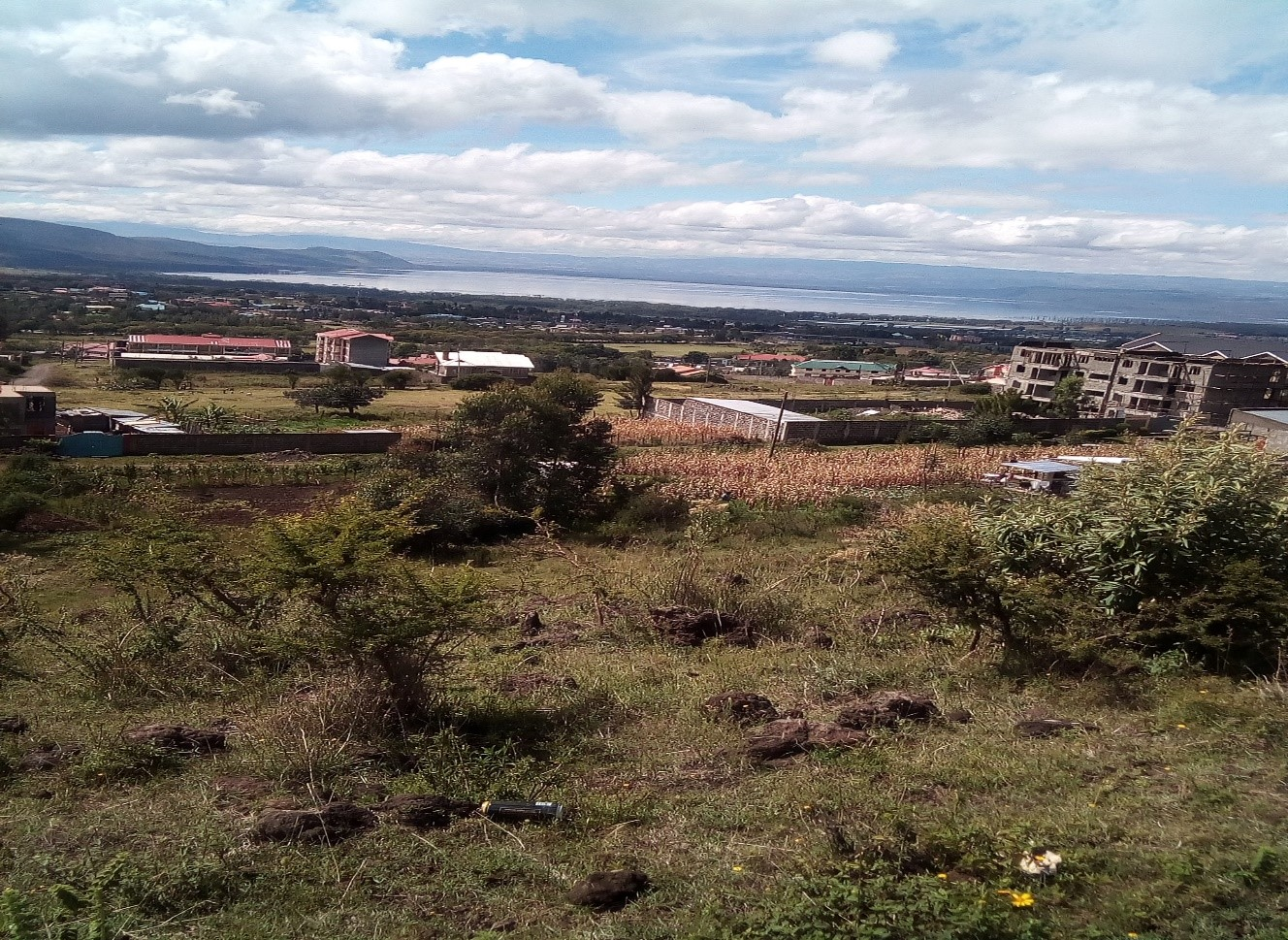
Vue sur le lac et les abords de la ville de Nakuru.

Le lac se trouve au sud de Nakuru, au centre du Kenya, à une altitude de 1 758 mètres.
Le lac, de faible profondeur, est alimenté par la rivière Ngosur et temporairement par d'autres cours d'eau. Il est entouré par différents écosystèmes (marais, prairies, forêts, maquis) qui abritent plusieurs espèces menacées de mammifères. La zone est protégé par un parc national depuis 1967 (lake nakuru national park). L'ensemble, couvrant une surface de 188 km2, est par ailleurs désigné site Ramsar depuis le 5 juin 1990.

## Faune
De nombreux flamants nains et pélicans se regroupent occasionnellement sur les rives du lac,. Le lac accueillait environ un million de flamants, avant que sa salinité change et qu'il ne devienne trop pollué.
Le parc national abrite des rhinocéros, des lions, des léopards, des herbivores comme la girafe de Rothschild, ou encore des buffles et des zèbres. Des gazelles et des hippopotames y vivent également, ainsi que plus de 400 espèces d'oiseaux.
Parmi les espèces menacées présentes sur le site se trouvent le rhinocéros noir,  l'hippopotame commun, l'anhinga d'Afrique ou encore la grande aigrette.

## Galerie

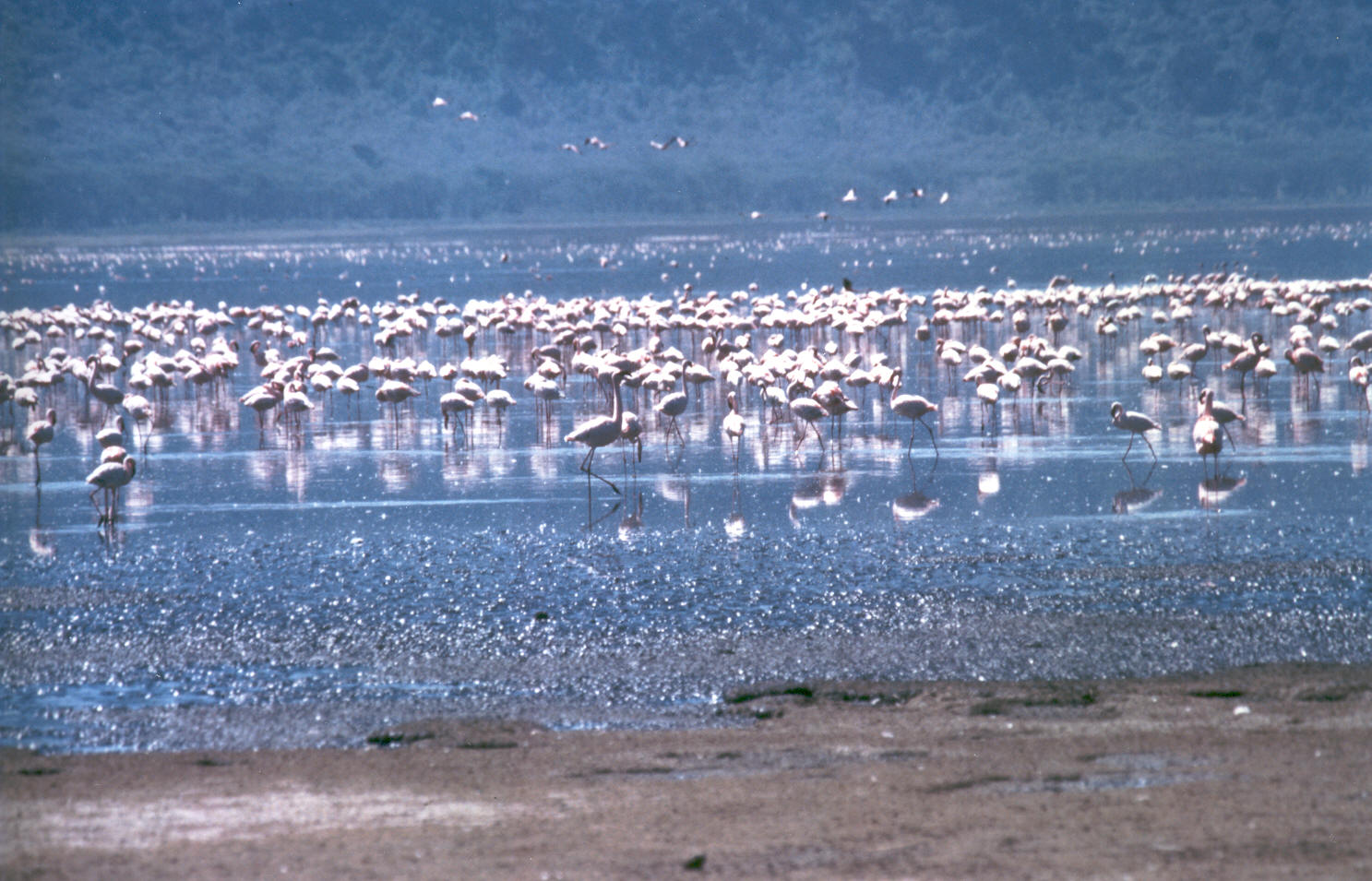
Flamants du lac Nakuru.
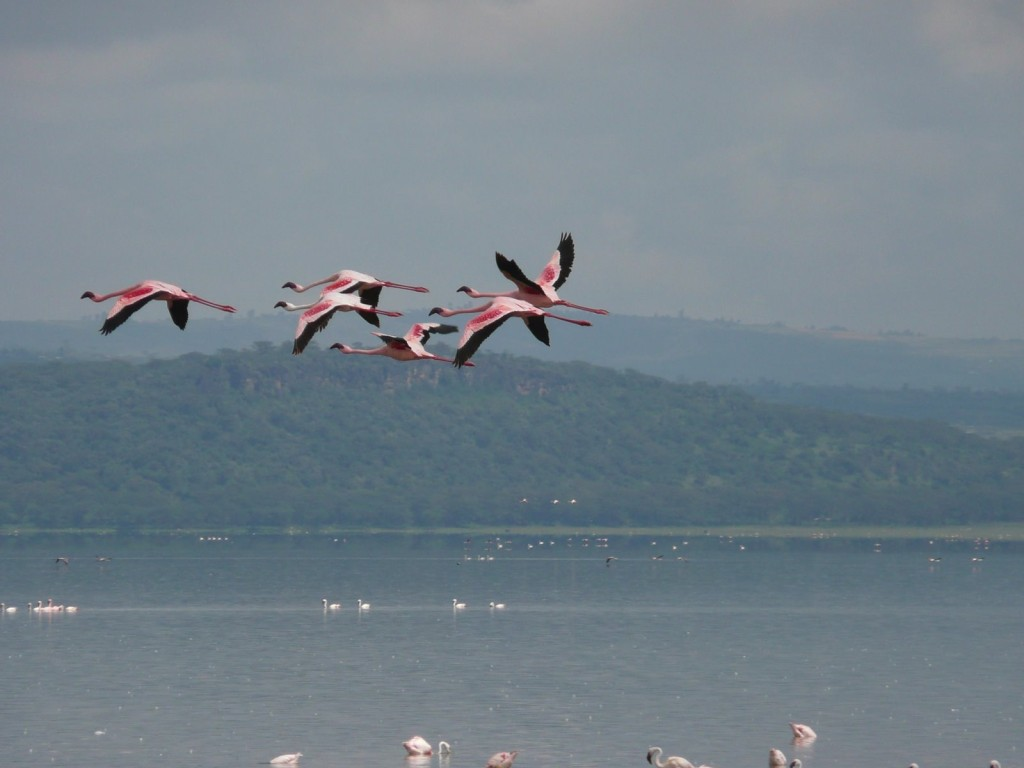
Flamants en vol au-dessus du lac Nakuru.
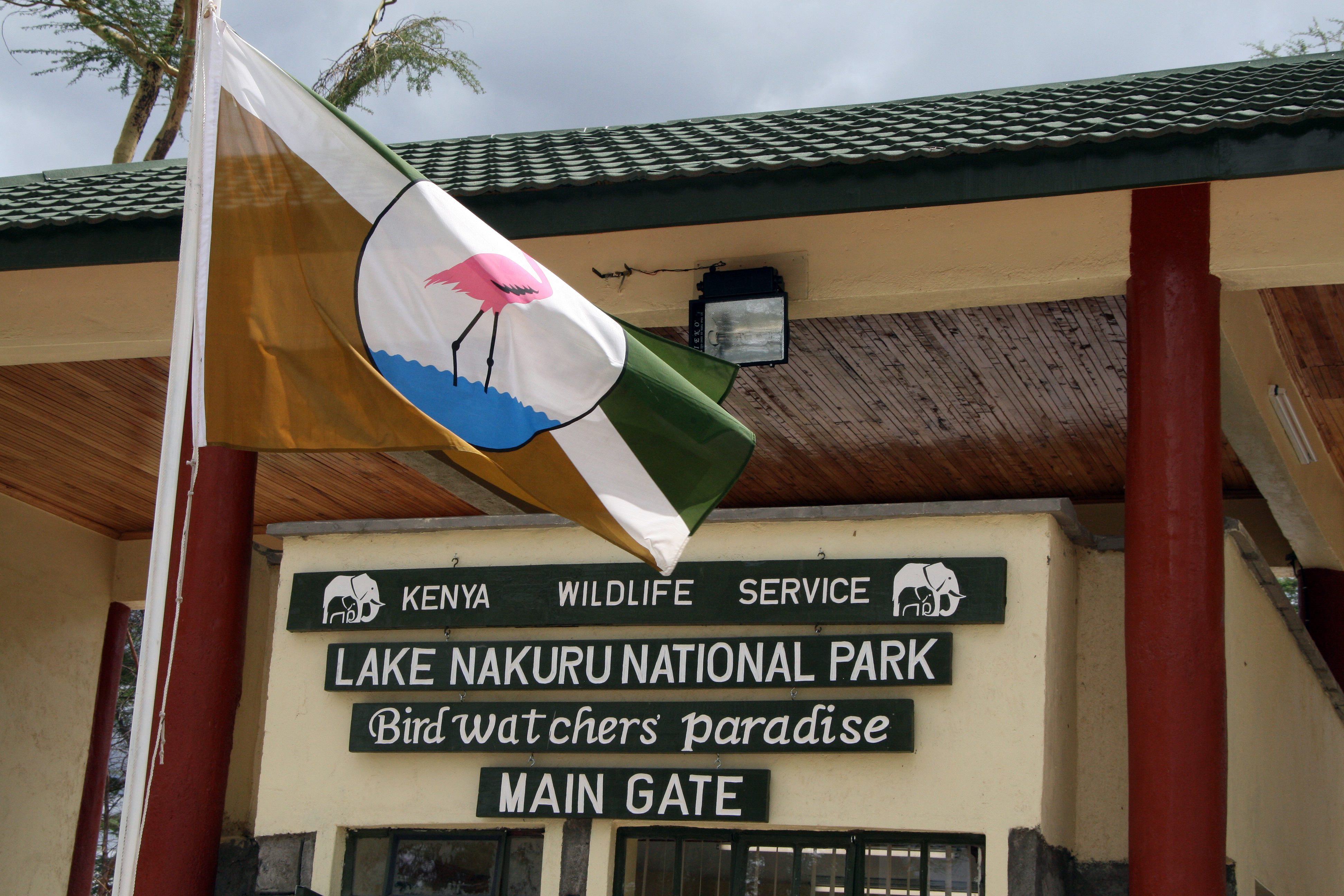
Entrée du parc national du lac Nakuru.
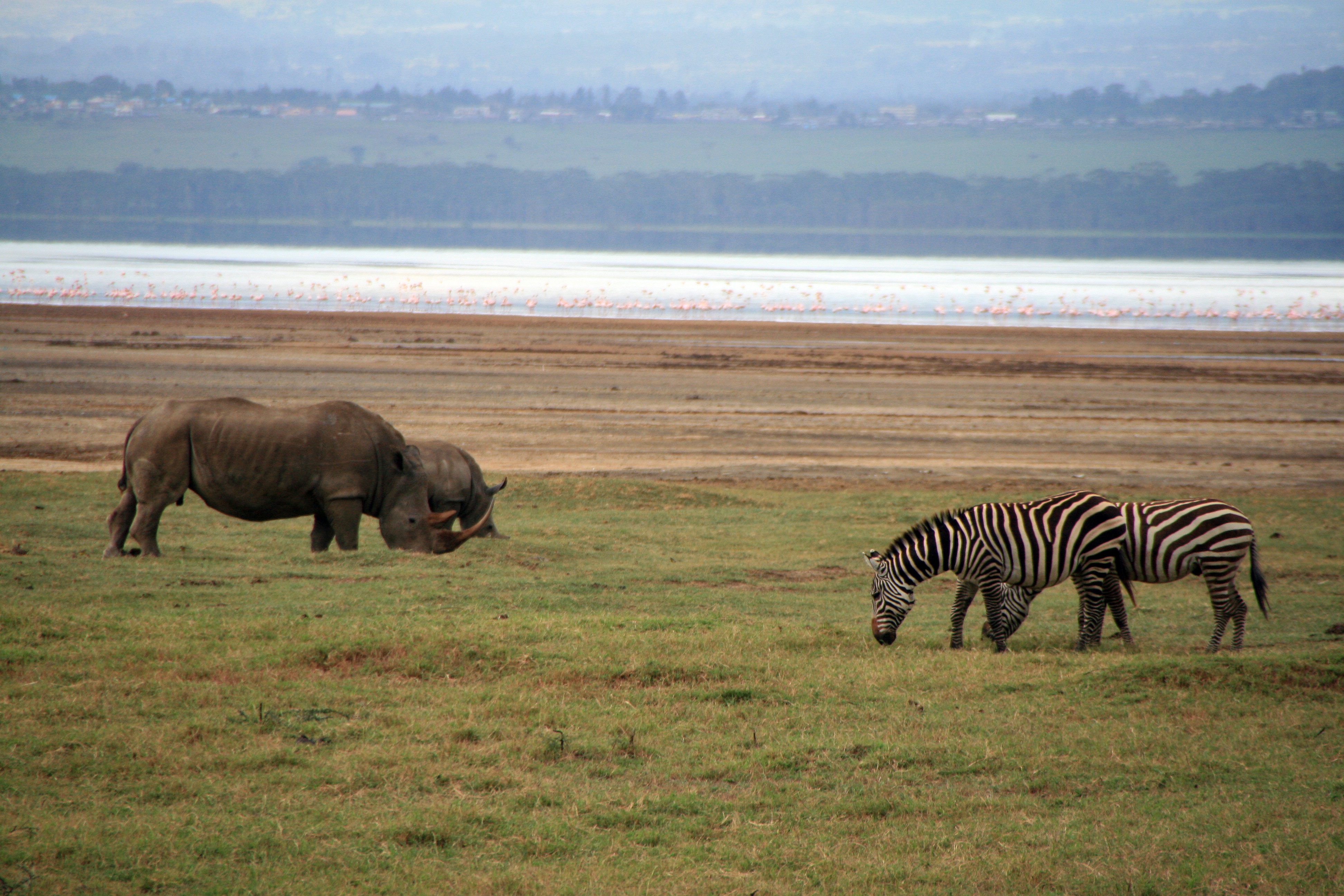
Faune au lac Nakuru.